# 太白區
太白区（日语：／ Taihaku ku */?）是仙台市的5区之一，相當于合併前的旧仙台市西南部與旧名取郡秋保町。